# 普羅文德山
80°23′S 29°55′W / 80.383°S 29.917°W
普羅文德山（英語：Mount Provender）是南極洲的山峰，位於科茨地，屬於沙克爾頓山脈的一部分，海拔高度900米，在1957年由英聯邦探險隊繪入地圖，現時由南極條約體系管理。